# Aesop
Aesop (phiên âm tiếng Việt: Ê-dốp, từ tiếng Pháp Ésope; tiếng Hy Lạp: Αἴσωπος, Aisōpos; khoảng năm 620-564 TCN) là một nhà văn Hy Lạp. Ông sinh ra là một người nô lệ, cùng thời với Croesus và Solon vào giữa thế kỷ 6 trước Công nguyên thuộc giai đoạn Hy Lạp cổ đại. Theo một số tài liệu có đề cập đến Aesop (trong các tác phẩm của Aristophanes, Plato, Xenophon và Aristotle), thì Aesop là nô lệ cho một người có tên là Xanthus, sống tại đảo Samos. Aesop chắc chắn đã được trả tự do, vì ông đã thực hiện cuộc tranh đấu bảo vệ dân chúng chống lại một thủ lĩnh mị dân tại Samos. Tư liệu về cuộc đời của ông không rõ ràng lắm và không có bản viết tay nào của ông còn tồn tại đến ngày nay Nhưng ông được xem là tác giả của rất nhiều câu chuyện ngụ ngôn nổi tiếng trên thế giới, được truyền miệng và được sưu tập qua nhiều thế kỷ và bằng nhiều ngôn ngữ khác nhau theo truyền thống kể chuyện vẫn tiếp tục đến ngày nay. Trong những câu chuyện này, động vật có thể trò chuyện và có tính cách con người, chẳng hạn như Rùa và thỏ, Kiến và châu chấu.
Aesop đã để lại cho nhân loại một kho tàng truyện ngụ ngôn đồ sộ cả về mặt số lượng lẫn giá trị. Với đa số nhân vật là những con vật đã được nhân cách hóa, truyện ngụ ngôn Aesop hàm chứa những thông điệp sâu sắc mà giản dị, được chuyển tải đến người đọc bằng giọng văn nhẹ nhàng, hóm hỉnh. Cuối một số chuyện còn là những thông điệp ngắn gọn nhưng đầy ý nghĩa nhằm nhắn nhủ bạn đọc những chân lý giản dị trong cuộc sống.
Trong quá trình lưu truyền đó, một số truyện đã bị mất đi nhưng cũng có một số truyện được thêm vào từ các nền văn hóa khác nhau và thể hiện sự ngưỡng mộ của nhân loại đối với trí tuệ sâu sắc của ông. Là một nhà văn sáng tác truyện ngụ ngôn huyền thoại được trích dẫn bởi Socrates, Aristophanes và các nhân vật nổi tiếng khác, Aesop được người Hy Lạp kính trọng dù ông có xuất thân nô lệ.